# Positrônio

Um elétron e um pósitron orbitando ao redor de um centro de massa comum formando a estrutura conhecida como positrônio.

O positrônio é um sistema consistindo de um elétron e a sua antipartícula, um pósitron, unidos em um átomo exótico. O sistema é instável, pois as duas antipartículas se auto aniquilam e produzem dois fótons gama depois de uma vida média de 125 picossegundos ou três raios gama depois de 142 nanossegundos no vácuo, dependendo do estados relativos dos spins do elétron e do pósitron. A órbita das duas partículas e o nível de energia é similar ao do átomo de hidrogênio (életron-próton). Contudo, por causa da massa reduzida, as frequências associadas com as linhas espectrais são de menos da metade das suas correspondentes no átomo de hidrogênio.

## Estados
O estado fundamental do positrônio, assim como o do hidrogênio, tem duas configurações possíveis dependendo das orientações relativas dos spins do elétron e do pósitron. 
O estado singleto, com os spins antiparalelos (S = 0, Ms = 0) é conhecido como parapositrônio (p-Ps) e é denotado por 1
S
0. Tem uma vida média de 125 picossegundos e decai preferencialmente em dois raios gama com  energia de 511 keV cada (no referencial do centro de massa). A detecção destes fótons permite a reconstrução do vértice de degradação e é usado na tomografia por emissão de pósitrons. O parapositrônio pode decair em qualquer número de fótons (2, 4, 6, ...), mas a probabilidade diminui muito com o aumento do número: a razão de ramificação para o decaimento com 4 fótons é de 1,439 (2) × 10 −6.
A vida média do para-positrônio (S = 0):
{\displaystyle t_{0}={\frac {2\hbar }{m_{e}c^{2}\alpha ^{5}}}=1.244\times 10^{-10}\;{\text{s}}}
O estado tripleto com os spins paralelos (S = 1, Ms = −1, 0, 1) é conhecido como ortopositrônio (o-Ps) e é denotado como 3S1.  O estado tripleto no vácuo têm uma vida média de 142,05 ± 0,02 ns a forma mais comum de decaimento é produzindo três fótons. Outras formas de decaimentos são negligenciáveis; por exemplo o modo de decaimento produzindo cinco fótons tem razão de ramificação de 1 x 10−6.
Tempo de vida do orto-positrônio (S = 1):
{\displaystyle t_{1}={\frac {{\frac {1}{2}}9h}{2m_{e}c^{2}\alpha ^{6}(\pi ^{2}-9)}}=1,386\times 10^{-7}\;{\text{s}}}
O positrônio no estado 2S é um metaestado tendo um tempo de vida de 1,1 Ms contra autoaniquilação.[carece de fontes?] Se o positrônio é criado nesse estado excitado, ele vai rapidamente decair para o estado fundamental e então vai decair de forma mais rápida. Medidas desses tempos de vida, como os do nível de energia do positrônio, têm sido usados em testes de precisão da eletrodinâmica quântica.
A aniquilação pode prosseguir através de um certo número de canais, cada um produzindo um ou mais raios gama. Os raios gama são produzidos com uma energia total de 1,022  keV (tendo cada uma das partículas uma massa de 511 keV/c2), os canais de aniquilação mais prováveis produzem dois ou três fótons, dependendo da configuração da rotação relativa do elétron e do pósitron. Um único decaimento de fótons só é possível se um outro corpo (por exemplo, um elétron) se encontrar na proximidade do positrônio para que uma parte da energia do evento de aniquilação possa ser transferida. Até cinco raios gama de aniquilação foram observados em experimentos de laboratório, confirmando a previsão da eletrodinâmica quântica de alta ordem.
A aniquilação em um par neutrino-antineutrino também é possível, mas a probabilidade prevista é negligenciável. A razão de ramificação para o decaimento o-Ps para esta canal é de 6,2×10−18 (par neutrino de elétron–antineutrino de elétron) e 9,5 −21 (para cada sabor não-elétron) em previsões baseadas no modelo padrão,mas isso pode ser aumentada por propriedades de neutrino fora do padrão, como massa ou o relativo alto momento magnético. Os limites experimentais superiores para esta probabilidade(como para todo decaimento para qualquer partículas "invisíveis") são: 4,3 x 10−7 (p-Ps) e 4,2 x 10−7 (o-Ps).

## Níveis de energia
Enquanto que o cálculo dos níveis de energia do positrônio de forma precisa usa a equação de Bethe-Salpeter, a similaridade entre o positrônio e o hidrogênio permite uma estimativa aproximada. Nessa aproximação, os níveis de energia são diferentes entre os dois devido a diferença no valor da massa, m*, usada na equação de energia.
{\displaystyle E_{n}=-{\frac {\mu q_{e}^{4}}{8h^{2}\epsilon _{0}^{2}}}{\frac {1}{n^{2}}}\,.}
{\displaystyle q_{e}} é a magnitude de carga do elétron (o mesmo do pósitron)
{\displaystyle h} is constante de Planck
{\displaystyle \epsilon _{0}}é a constante elétrica (também conhecida como permissividade de espaço livre) e finalmente
{\displaystyle \mu } é a massa reduzida
A massa reduzida nesse caso é:
{\displaystyle \mu ={{m_{e}m_{p}} \over {m_{e}+m_{p}}}={\frac {m_{e}^{2}}{2m_{e}}}={\frac {m_{e}}{2}},}
quando {\displaystyle m_{e}} and {\displaystyle m_{p}} são, respectivamente, a massa do elétron e do pósitron que são a mesma pela definição de partículas e antipartículas.
Assim, para o positrônio, a sua massa reduzida apenas difere do resto da massa do elétron por um fator de 2. Isso também faz com que os níveis energia sejam a metade do que eles são no átomo de hidrogênio.
Então finalmente,  os níveis de energia do positrônio são dados por:
{\displaystyle E_{n}=-{\frac {1}{2}}{\frac {m_{e}q_{e}^{4}}{8h^{2}\epsilon _{0}^{2}}}{\frac {1}{n^{2}}}={\frac {-6,8\ \mathrm {eV} }{n^{2}}}\,.}
O menor nível de energia do positrônio (n = 1) é − 6,8 elétron-volts (eV). O próximo menor nível de energia é (n = 2) is −1,7 eV. O negativo sinal implica um estado fundamental. Nós também notamos que um dois-corpos de equação de Dirac compostas por um operador Dirac para cada uma das duas partículas interagindo via a lei de Coulomb podem ser exatamente separadas na (relavística) centro de estrutura dinâmica e resultar num estado fundamental podem ser obtidos usando o método de elementos finitos de J. Shertzer. A equação de Dirac cujo hamiltoniano compreende duas partículas Dirac e um potencial estático de Coulomb não é relativisticamente invariante. Mas se ocorre uma adição 1/c^(2n) (ou alfa^2n onde alfa é o coeficiente de estrutura fina que é de cerca de 1/137) onde contribuições são n=1,2,3, ... para o hamiltoniano então o resultado é relativisticamente invariante no limite. Então apenas o termo liderante no hamiltoniano é incluído. O próximo 1/c^2 (ou alfa^2) contribuição são termos breit: trabalhadores raramente vão para 1/c^4 (ou alfa^4) porque no alfa^3*log(alfa), tem-se o deslocamento de Lamb (que é um cálculo detalhado necessitando da eletrodinâmica quântica). Seus resultados levam à descoberta de estados anômalos.

## Previsão e descoberta
O cientista croata Stjepan Mohorovičić previu a existência da partícula positrônio em 1934 em um artigo publicado no Astronomische Nachrichten, em que ele chama a substância de "electrum". Outras fontes creditam Carl David Andersoncomo tendo previsto a sua existência em 1932 enquanto ainda estava trabalhando no Caltech Elel foi experimentalmente descoberto por Martin Deutsch no MIT em 1951,e ficou conhecido como positrônio.

## Observação de moléculas de di-positrônio
A primeira observação de uma molécula de di-positrônio consistindo de dois átomos de positrônio foi reportada em 12 de setembro de 2007 por David Cassidy e Aleen Mills da Universidade da Califórnia em Riverside.

## Ocorrência natural
Positrônio em altos estados de energia tem sido previstos para serem a forma dominante de matéria atômica no universo em um futuro muito distante, se o decaimento do próton se tornar uma realidade.